# All Star Game maschile di pallavolo 2005
L'All Star Game maschile di pallavolo 2005 fu la 15ª edizione della manifestazione organizzata dalla FIPAV.

## Regolamento
Alla manifestazione presero parte due squadre, la Nazionale Italiana e una squadra creata apposta per l'evento, gli All Stars.
Queste due squadre sono composte, in questa edizione, dai giocatori italiani presenti nel campionato italiano 2005-2006.
Venne disputata una partita unica. La gara si svolse il 17 novembre al Nelson Mandela Forum di Firenze, sede della manifestazione.
Fu nominato MVP della manifestazione il centrale italiano Andrea Giani.